# Barranc de la Cultia
El Barranc de la Cultia està situat en el terme municipal d'Isona i Conca Dellà, dins del territori de l'antic terme d'Orcau.
Aquest barranc es forma a la Costa Gran, la carena que des de Sant Corneli segueix cap a llevant, a 939 m. alt., des d'on davalla cap al sud, en el seu primer tram, però de sobte arriba al fons de la vall i gira cap al sud-est, fins a abocar-se en el barranc de les Collades.